# Кокоро
Кокоро (Dioscorea cayenensis subsp. rotundata), широко відомий як білий ямс, західноафриканський ямс, гвінейський ямс, або білий ямс, є сортом ямсу, що походить з Африки. Це один з найважливіших культивованих ямсів. Кокоро є одним з його найважливіших сортів.
Іноді його розглядають як окремий вид від Dioscorea cayenensis.

## Одомашнення
Його диким прабатьком є Dioscorea praehensilis і, можливо, також D. abyssinica (шляхом гібридизації). Одомашнення відбулося у Західній Африці, уздовж південного узбережжя Атлантичного океану. Немає достатньої документації, і станом на  2009 рік недостатньо досліджень.

## Поширення
Кокоро вирощується в Західній Африці, зокрема у Кот д'Івуарі, Гані та Нігерії.

## Лінгвістика
Blench (2006) реконструює попередній корінь -ku з протонігероконго (найближчий спільний предок ніґеро-конґолезьких мов) для D. rotundata.